# Boschi di Gibilmanna e Cefalù
Boschi di Gibilmanna e Cefalù este o arie protejată (arie specială de conservare — SAC, sit de importanță comunitară — SCI) din Italia întinsă pe o suprafață de 2.570 ha, integral pe uscat.

## Localizare
Centrul sitului Boschi di Gibilmanna e Cefalù este situat la coordonatele 37°59′35″N 14°01′43″E / 37.993056°N 14.028611°E.

## Înființare
Situl Boschi di Gibilmanna e Cefalù a fost declarat sit de importanță comunitară în septembrie 1995 pentru a proteja 2 specii de plante și 44 de specii de animale. Situl a fost protejat și ca arie specială de conservare în decembrie 2015.

## Biodiversitate
Situată în ecoregiunea mediteraneană, aria protejată conține 12 habitate naturale: Păduri de stejar alb estice, Fânețe de joasă altitudine (Alopecurus pratensis, Sanguisorba officinalis), Ape oligotrofe în general din solurile nisipoase vest-mediteraneene, cu un conținut foarte redus de minerale, cu Isoetes spp., Peșteri inaccesibile publicului, Păduri de pin mediteraneene cu pini mezogeni endemici, Pseudostepă cu ierburi și specii anuale de Thero-Brachypodietea, Tufărișuri termo-mediteraneene și de pre-deșert, Păduri de Quercus suber, Pante stâncoase calcaroase cu vegetație casmofită, Păduri de Quercus ilex și Quercus rotundifolia, Grohotișuri termofile și vest-mediteraneene, Păduri de Castanea sativa.
La baza desemnării sitului se află mai multe specii protejate:
- plante (2): Dianthus rupicola, Ophrys lunulata
- păsări (42): ciocârlie-de-câmp (Alauda arvensis), Alectoris graeca whitakeri, lăstunul mare (Apus apus), Apus pallidus, caprimulg (Caprimulgus europaeus), erete vânăt (Circus cyaneus), cuc (Cuculus canorus), lăstun de casă (Delichon urbicum), măcăleandru (Erithacus rubecula), șoim călător (Falco peregrinus), muscar-gulerat (Ficedula albicollis), muscar negru (Ficedula hypoleuca), cinteză (Fringilla coelebs), rândunică (Hirundo rustica), capîntortură (Jynx torquilla), sfrâncioc cu cap roșu (Lanius senator), ciocârlie de pădure (Lullula arborea), privighetoare (Luscinia megarhynchos), prigoare (Merops apiaster), gaia neagră (Milvus migrans), gaia roșie (Milvus milvus), mierlă de piatră (Monticola saxatilis), codobatură galbenă (Motacilla alba), codobatură de munte (Motacilla cinerea), muscar sur (Muscicapa striata), pietrar sur (Oenanthe oenanthe), grangur (Oriolus oriolus), codroș de munte (Phoenicurus ochruros), codroșul de pădure (Phoenicurus phoenicurus), sitar de pădure (Scolopax rusticola), turturică (Streptopelia turtur), Sturnus unicolor, silvie cu cap negru (Sylvia atricapilla), silvie roșcată (Sylvia cantillans), Sylvia conspicillata, silvie de tufiș (Sylvia undata), corcodel mic (Tachybaptus ruficollis), Tachymarptis melba, sturz-cântător (Turdus philomelos), sturz (Turdus pilaris), sturzul de vâsc (Turdus viscivorus), pupăză (Upupa epops)
- reptile (2): Emys trinacris, țestoasă bănățeană (Testudo hermanni)

Pe lângă speciile protejate, pe teritoriul sitului au mai fost identificate 68 de specii de plante, 37 de specii de păsări, 5 specii de amfibieni, 18 specii de mamifere, 27 de specii de nevertebrate, 11 specii de reptile.